# أحمد خورشيد
الشيخ المقرئ المهندس المجاز بالقراءات العشر المتواترة وإمام وخطيب جامع النور الكبير في كركوك.

## الإجازات والشهادات
- أجيز الشيخ بقراءة الامام عاصم بن أبي النجود براوييه شعبة بن عياش وحفص بن سليمان الكوفي من قبل العلامة الشيخ حقي علي غني.
- أجيز بالقراءات العشر من طريقي الشاطبية والدُّرّة عن الشيخ خالد عزيز الموصلي.
- مجاز بالمقدمة الجزرية من قبل الشيخ الدكتور إبراهيم الجرمي والشيخ الدكتور راشد الحمصي.

## المؤهالات العلمية
- حصل على شهادة البكالوريوس من كلية الهندسة/ جامعة بغداد/قسم الهندسة المدنية 1992-1993م.
- شهادة الماجستير في التفسير وعلوم القرآن من جامعة العلوم الإسلامية العربية - عمان -الأردن وبتقدير أمتياز.
- حالياً طالب دكتوراه في كلية الإمام الأعظم الجامعة -بغداد.

## مؤلفات الشيخ
ألف الشيخ أحمد كتاباً بعنوان "التسهيل في تجويد التنزيل"، وهذا الكتاب متوفر في المكتبات  ويستخدم في الدورات العلمية وأيضا تُرجمت من اللغة العربية إلى اللغات: الإنجليزية والنرويجية والكردية.

## المهارات والخبرات العلمية
- المشاركة في لجنة التحكيم لمسابقة قارئ العراق الثانية عام 1434هـ.
- المشاركة في لجنة التحكيم في المسابقة القرآنية لسبع سنوات بصفة (رئيس لجنة التحكيم) في فضائية توركمن أيلي.
- شغل وظيفة الإمامة في مسجد الصديق والخطابة في جامع النهروان من عام 1998-2006 في كركوك.
- شغل وظيفة الإمامة والخطابة في جامع النور الكبير من عام 2006 ومازال مستمراً لحد الآن.
- إقامة دورات عديدة في أحكام التجويد بقراءة الإمام عاصم وبالقراءات العشر المتواترة وأجاز العديد من الرجال والنساء من طلاب هذا العلم.
- يجيد الخط العربي باقلامه المتعددة النسخ والثلث والرقعة والديواني والتعليق والإجازة وغيرها وشارك بلوحاته في مسابقات عديدة منها مسابقة أرسيكا الدولية للحط العربي المقامة في تركيا.